# Коммунистический университет национальных меньшинств Запада имени Мархлевского
Коммунистический университет национальных меньшинств Запада имени Ю. Мархлевского (КУНМЗ) — учебное заведение Коминтерна, работавшее в 1922—1936 годах.

## История
Создан по декрету СНК РСФСР от 28 ноября 1921 и подписанный Лениным в Москве при Наркомпросе для подготовки будущих революционеров и политических работников из представителей национальностей Запада СССР, на базе Литовско-еврейско-латышской, Немецкой, Польской, Румынской высших партийных школ, которые составили соответствующие секторы КУНМЗ. Позднее были организованы секторы: белорусский, болгарский, итальянский, молдавский и югославский. 18 сентября 1922 открыт филиал КУНМЗ в Петрограде, образованный путём слияния Латышской, Эстонской и Финской партийных школ; в 1924 латышский сектор филиала был соединён с основным (московским). Первый выпуск (352 человека) состоялся в 1922. С 1922/23 учебного года был установлен 3-летний срок обучения и организованы отделения: партийной работы и политического просвещения; профсоюзного движения; экономическое; административно-правовое. Параллельно с основным в большинстве секторов существовали и одногодичные курсы. Зачисление в КУНМЗ осуществлялось по рекомендации местных партийных и комсомольских организаций. 

В 1926 году был организован молдавский сектор.
Молдавский сектор является одной из тех школ, где вырабатываются подготовленные теоретически и практически партийные работники для национально-партийной работы среди молдавских трудящихся, находящихся не только в МАССР, но и на территории СССР вообще. На молдавском секторе лежит и другая не менее важная задача. Молдавский сектор должен выпускать не только борцов за мирное строительство социализма в нашей стране, но и людей, подготовленных к строительству освобожденной от румынских оккупантов Бесарабии, составляющей неотъемлемую часть МАССР. Молдавский сектор имеет пока только один курс, но у него все предпосылки для того, чтобы с каждым годом расти и пополняться учащимися из лучших элементов молдаван. По мере культурного и политического роста молдавских масс будут систематически выделяться активные работники, которым нужно будет пройти учебу в секторе…
К 1927 учились представители 14 национальностей. Первым ректором КУНМЗ до 1925 был Юлиан Мархлевский, затем его сменила Мария Яковлевна Фрумкина. Закрыт в 1936 году. КУНМЗ и его филиал подготовили несколько тысяч партийных, комсомольских и профсоюзных работников различных национальностей.

## Известные выпускники
- Броз Тито, Иосип
- Веселинов, Йован
- Викстрем, Ульяс Карлович
- Дамериус-Кёнен, Эмми
- Кардель, Эдвард
- Каротамм, Николай Георгиевич
- Криштофович, Мирон Емельянович
- Мразович, Карло
- Нюстрём, Рагнар Яковлевич
- Огулинац, Франьо
- Орловский, Кирилл Прокофьевич
- Песси, Вилле
- Прамнэк, Эдуард Карлович
- Ровио, Густав Семёнович
- Сирола, Юрьё Элиас
- Смоляр, Херш
- Судрабу Эджус
- Сяре, Карл
- Танев, Васил
- Треппер, Леопольд
- Фогелер, Генрих
- Хансен, Арвид — деятель норвежского Сопротивления
- Цилига, Анте
- Шаторов, Методий Тасев